# Zale aemona
Zale aemona är en fjärilsart som beskrevs av Druce 1889. Zale aemona ingår i släktet Zale och familjen nattflyn. Inga underarter finns listade i Catalogue of Life.